# طب مدمج
الطب المدمج هو الطب الذي يقوم بعملية الدمج بين جميع الوسائل الطبيعية بمساعدة التكنلوجية الحديثة واستخدامها لمساعدة الجسم على الشفاء والتخلص من الاختلالات الموجودة به والتي تسبب المرض.
ومصطلح الطب المدمج على وجه التحديد يطلق على الأطباء خريجي كليات الطب والذين يمارسون الطب البديل  والتكميلي جنباً إلى جنب مع الطب التقليدي وهذا بالطبع بعد دراسة علمية وتدريب في مختلف فروع الطب البديل. والمقصود بكلمة بديل ليس أستبدال أو الاستغناء عن أحد فروع الطب ولكن، توفير البدائل العلاجية المتعددة بدلاً من الاعتماد على اختيار واحد فقط قد لا يناسب المريض أو لايستجيب له المرض 

## كيفية العمل
تستند كل الممارسات في طب الدمج على أسس علمية وتقنية عالية تستخدم المفاهيم الطبية الفولكلورية المثبتة علمياً مثل طب الأعشاب والطب الصيني جنباً إلى جنب مع التقنيات الحديثة في التشخيص والعلاج مثل الرنين الحيوي (بيو ريزونانس), واختيارات الاحتمالية للمواد الغذائية فيجاتست وتحليل معادن الجسم والفحص القزحي لتشخيص أمراض الجسم ككل والعلاج بالترددات الطبيعية والعلاج بالأنزيمات الهاضمة والفيتامينات والمعادن الضرورية والعلاج المثلي (هوميوباثي) وتخليص الجسم من تراكم المعادن الثقيلة والعلاج الغذائي وعلاج انتشار فطر الكانديدا في أجهزة الجسم والناتج عن استخدام الأدوية الكيميائية التي تقتل البكتريا النافعة في أجسامنا مما يؤدي إلى انتشار الكانديديا. وتعتمد ممارسة هذا النوع من الطب على الإلمام بمختلف الوسائل الطبية التقليدية وغير التقليدية وتنمية الجوانب المعرفية والدراسة الأكاديمية والممارسة الاكلينيكية والمعملية بحيث يكون الطبيب قادراً علي فهم الجسم البشري ككل وكوحدة متكاملة وليس كأجزاء منفصلة. فالإرادة الالهية جعلتنا نحيا بأعضاء أجسامنا في تناغم ولا يمكن أبداً أن يمرض عضو دون أن يكون لذلك سببه أو تأثيره على باقي الأعضاء. وكذلك الجسد والنفس والروح هي أجزاء متحدة لكينونة واحدة وهي الأنسان لا يمكن أن تنفصل عن بعضها إلا بالوفاة ولذلك فالمحافظة على هذه الاتزانات هو أول خطوات العلاج وذلك لأن المرض أي مرض يحدث فقط بسببين الأول أن تزيد أياً من المواد الضارة في داخل الجسم ولا يستطيع الجسم التخلص منها بشكل طبيعي، والثاني أن تنقص أحد أو بعض المواد النافعة التي يحتاج إليها الجسم البشري ولا يستطيع أن يحصل عليها بشكل طبيعي. ومن هنا تكون طريقة العلاج الطبيعية في استعادة التوازن وإنهاء الخلل الحادث. وذلك بإزالة الزائد وتوفير الناقص وتستخدم في ذلك الوسائل الغير ضارة والطبيعية في كلاً من الطب الغربي والطب البديل والتكميلي أو كما يطلق عليه أحياناً «طب أينشتين» وذلك لأنه يتم تفسير نظرياته وتطبيقاته اعتماداً على مفاهيم تداخلات الطاقة ونظرية أينشتين والتي فسرت كثير من الظواهر الكونية. غير أن هذا التطور تأخر كثيراً في المجال الطبي وذلك لتمسك بعض الأطباء بالمفاهيم المحدودة البالية وكذلك رغبة بعض شركات الصناعات الدوائية في كبت هذا التيار الطبي الفاعل والذي قد يضر بالمصالح التجارية لبعض منها حيث أن الطب البديل والمدمج يعتمد على علاج سبب المرض وليس أعراضه فقط ولذلك فنحن لا نلجأ للأدوية التقليدية مثل مضادات الالتهاب والمضادات الحيوية والمسكنات وذلك لأن ضررها أكثر من نفعها. ولكن نقوم بالبحث عن سبب المرض ثم محاولة إزالته حتى ولو كان هذا السبب بعيدأ عن موضع الشكوى. فغالباً فعلاً ما يكون السبب بعيداً عن موضع الشكوى.

## التخصص
يجب أن يكون ممارس الطب المدمج من خريجي كليات الطب وحاصل على بكالوريوس الطب والجراحة.
ولايوجد في الطب المدمج تخصصات بعينها فالطبيب يجب أن يكون ملم بأكبر قدر ممكن من فروع الطب التقليدي والمدمج مثل الباطنة والجراحة والعظام والأطفال والجلدية هذا بالإضافة لطب الأعشاب والطب الصيني والحجامة والطب الغذائي والعلاجات المثلية والعلاج والتشخيص بالترددات الحيوية وتحليل الدم الحي وفحص معادن الجسم وعلاج المعادن الثقيلة. ويمكن لممارس الطب المدمج أن يتعاون في علاج المريض مع بعض التخصصات الطبية الأخرى مثل الجراحة وطب الأسنان وغيرها..

## وصلات خارجية
مركز دافنشي كلينك - مصر